# اقتصاد خرد
اقتصاد خُرد (به انگلیسی: Microeconomics) شاخه‌ای از علم اقتصاد است که به مطالعهٔ منحصر به فرد اقتصاد، تجزیه و تحلیل بازار، رفتار مصرف‌کنندگان و خانوارها و بنگاه‌ها می‌پردازد و اساس آن مدل‌های ریاضی است. اقتصاد خُرد چگونگی رفتار انسان‌ها و انتخاب‌هایشان را در سطح واحدهای خرد یا کوچک اقتصادی مانند یک فرد، یک بنگاه، یک صنعت یا بازار یک کالای خاص بررسی می‌کند و به چگونگی تعامل میان خریداران و مصرف‌کنندگان و عوامل مؤثر در انتخاب خریداران می‌پردازد. اقتصاد خُرد به‌خصوص به الگوی عرضه و تقاضا برای کالاها و خدمات و همچنین تعیین قیمت خروجی در بازارهای ویژه توجه دارد و معمولاً در بازارهایی که در آن کالاها در حال خرید و فروش هستند کاربرد دارد.
اقتصاد خرد، رفتار اقتصادی واحدهای تصمیم گیرنده خرد، انفرادی و کوچک شامل خانوارها و بنگاه‌های اقتصادی یا خریداران و فروشندگان، مصرف‌کنندگان و تولیدکنندگان، و بازارها اعم از بازارهای رقابت کامل، انحصار کامل، رقابت انحصاری، انحصار چند جانبه و درآمدها و هزینه‌های این بخش‌ها را بررسی می‌کند همچنین به توابع تولید، منحنی امکانات تولید، هزینه فرصت و مسائل مربوط به تولید و هزینه‌ها، بررسی بازار عوامل تولید اعم از سرمایه، زمین و نیروی کار و انواع هزینه ها و توابع هزینه و ارتباط آن با تولید و مقیاس تولید، درآمد و توابع درآمد و بودجه مصرف کننده، کشش های بین سرمایه و نیروی کار، نظریه بازی‌ها و نظریات مختلف در این رابطه‌ها می‌پردازد.
از همه مهمتر به مسائل پایه‌ای اقتصاد شامل عرضه و تقاضا، انواع کالا و کشش ها، روابط بین کالاها و مطلوبیت‌، ترجیحات مصرف کننده، منحنی بی‌تفاوتی آن‌ها و تاثیر مالیات و یارانه، سهمیه‌بندی، جیره‌بندی و .... و سیاست اقتصادی(سقف قیمت یا کف قیمت) بر روی آن‌ها و مازاد رفاه مصرف‌کننده و تولیدکننده می‌پردازند.

## تفاوت بین اقتصاد خرد و کلان
اقتصاد خرد یا اقتصاد مایکرو به بررسی رفتار واحدهای اقتصادی تصمیم گیرنده انفرادی می‌پردازد، حال آنکه اقتصاد کلان یا ماکرو، رفتارهای اقتصادی در سطح کلی را مورد بررسی قرار می‌دهد. اقتصاد خرد، مباحثی چون رفتار مصرف‌کننده، رفتار تولیدکننده، تعادل بازار و چگونگی تعیین قیمت در بازارهای مختلف را دربر می‌گیرد. حال آنکه اقتصاد کلان، تغییرات متغیرهای اقتصادی از قبیل درآمد ملی، مصرف ملی، سطح اشتغال و سطح عمومی قیمت‌ها را مورد مطالعه و تحلیل قرار می‌دهد. به‌طور خلاصه اقتصاد خرد به مطالعه متغیرهای خرد مانند مثلاً، قیمت در بازار رقابت کامل، می‌پردازد در حالیکه اقتصاد کلان به مطالعه متغیرهای کلان مانند تورم در یک کشور می‌پردازد.

## تعاریف اولیه
- کالای مکمل و کالای جانشین: کالاهای مکمل کالاهایی هستند که به موازات یکدیگر مورد تقاضا واقع می‌شوند، مثل اتومبیل و لاستیک اتومبیل. کالاهای جانشین به آن دسته از کالاها گفته می‌شود که بتوانند جانشین یکدیگر شوند مثل فندک به جای کبریت.[۲] در واقع دو کالای جانشین کالاهایی هستند که با افزایش قیمت یکی تقاضا برای دیگری افزایش می‌یابد و کالاهای مکمل کالاهایی هستند که با افزایش قیمت یکی تقاضا برای دیگری کاهش می‌یابد.[۳]
- کالای مادی و کالای غیرمادی: کالاها بر دو نوع هستند: یا مادی اند (مثل نان و کره و اتومبیل) یا غیرمادی اند یعنی خدماتی هستند (مثل خدمات مشاوره‌ای، خدمات بانکی و بیمه).[۲]

## اهداف اقتصاد خرد
یکی از اهداف اقتصاد خرد بررسی بازار و برقرار کردن یک رابطهٔ نسبی پولی بین کالاها و خدمات است. همچنین به بررسی موارد شکست بازار (مواردی که بازار قادر به تولید نتیجهٔ مطلوب و درخور نبوده) می‌پردازد و تئوری‌هایی را برای داشتن یک بازار رقابتی شرح می‌دهد.
در نظریه عرضه و تقاضا معمولاً فرض بر این قرار داده می‌شود که فضا کاملاً رقابتی است. این بدین معناست که خریداران و فروشندگان بسیاری در بازار وجود دارند و هیچ‌کدام از آن‌ها نمی‌توانند بر قیمت‌ها تأثیر بگذارند. در معادلات زندگی واقعی این فرض با مشکل مواجه است زیرا بسیاری از خریداران و فروشندگان این توانایی را دارند که بر قیمت‌ها تأثیرگذار باشند. در خصوص نظریهٔ عرضه و تقاضا در اغلب موارد تجزیه و تحلیل پیچیده‌ای نیاز است تا بتوان یک مدل عرضه و تقاضا ارائه داد.

## زمینه‌های مهم در علم اقتصاد خرد
اقتصاد خرد خود به سه بخش تقسیم می‌شود: برقراری تعادل عمومی، انتخاب تحت عدم اطمینان، تئوری بازیها و در نظر گرفتن کشش عرضه و تقاضا درون سیستم بازار.

## قانون تقاضا و عرضه

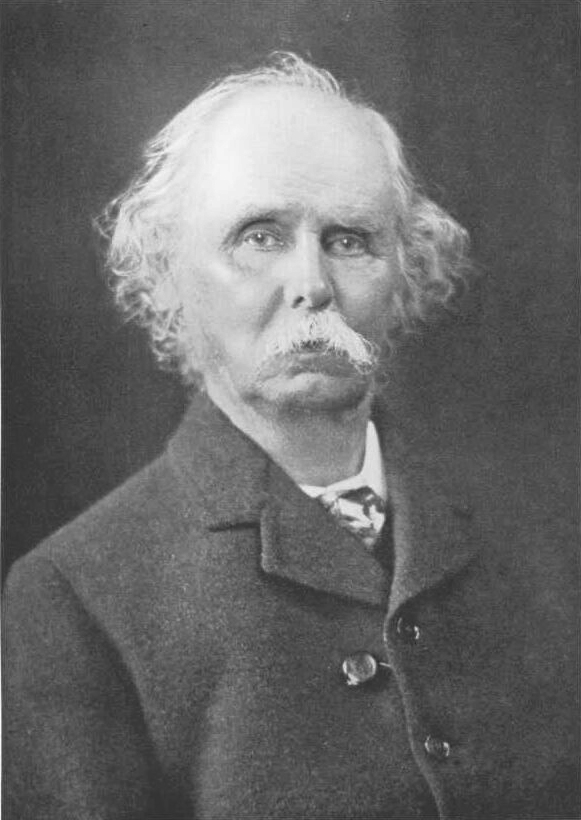
آلفرد مارشال، اقتصاد دان برجسته انگلیسی

بازار رقابتی کامل، بازاری است که در آن تعداد زیادی فروشنده، کالاهای مشابه را به تعداد زیادی از خریداران، عرضه می‌کنند. قیمت در بازار به وسیله عرضه و تقاضا تعیین می‌شود. آلفرد مارشال، و را به دو لبه قیچی تشبیه می‌کند که برای بریدن پارچه لازم است. او معتقد است که عرضه و تقاضا مانند دو تیغ قیچی، به یکدیگر کمک کرده، قیمت کالاها در بازار را تعیین می‌کنند. عرضه منعکس‌کننده شرایط کمیابی و تقاضا بیان‌کننده خواسته‌ها و نیاز افراد می‌باشد. اگر کالایی کمیاب باشد ولی کسی تمایلی برای خرید آن نداشته باشد، واضح است که آن کالا نمی‌تواند قیمتی داشته باشد.